# 二刺叶兔唇花
二刺叶兔唇花（学名：Lagochilus diacanthophyllus），为唇形科兔唇花属下的一个植物种。